# NASCAR Canada Series
A NASCAR Pinty's Series (anteriormente conhecida como NASCAR Canadian Tire Series) é uma série de corrida nacional da NASCAR no Canadá, com uma corrida nos Estados Unidos a partir de 2018, que deriva da antiga CASCAR Super Series, que foi fundada em 1981.

## Lista de campeões da série
| Ano  | Campeão          | Dono                | Fabricante | No. | Pontos (Margem) | Campeão das fabricantes |
| ---- | ---------------- | ------------------- | ---------- | --- | --------------- | ----------------------- |
| 2007 | Andrew Ranger    | Dave Jacombs        | Ford       | 27  | 1896 (103)      | Ford                    |
| 2008 | Scott Steckly    | Scott Steckly       | Dodge      | 22  | 2070 (24)       | Dodge                   |
| 2009 | Andrew Ranger    | David Jacombs       | Ford       | 27  | 2190 (167)      | Ford                    |
| 2010 | D. J. Kennington | Doug Kennington     | Dodge      | 17  | 2117 (87)       | Dodge                   |
| 2011 | Scott Steckly    | Scott Steckly       | Dodge      | 22  | 1960 (79)       | Dodge                   |
| 2012 | D. J. Kennington | Doug Kennington     | Dodge      | 17  | 517 (27)        | Dodge                   |
| 2013 | Scott Steckly    | Scott Steckly       | Dodge      | 22  | 473 (2)         | Dodge                   |
| 2014 | L. P. Dumoulin   | Marc-Andre Bergeron | Dodge      | 47  | 453 (3)         | Dodge                   |
| 2015 | Scott Steckly    | Scott Steckly       | Dodge      | 22  | 446 (4)         | Dodge                   |
| 2016 | Cayden Lapcevich | Sherri Lapcevich    | Dodge      | 76  | 505 (54)        | Dodge                   |
| 2017 | Alex Labbe       | Alain Lord Mounir   | Ford       | 32  | 542 (16)        | Ford                    |

## Vitórias em todos os tempos
| Piloto                  | Vitórias |
| ----------------------- | -------- |
| Andrew Ranger           | 22       |
| D.J. Kennington         | 19       |
| Scott Steckly           | 19       |
| J.R. Fitzpatrick        | 11       |
| Jason Hathaway          | 9        |
| Kevin Lacroix           | 8        |
| Don Thomson, Jr.        | 7        |
| Alex Labbe              | 6        |
| Cayden Lapcevich        | 6        |
| Alex Tagliani           | 6        |
| Pete Shepherd           | 5        |
| Louis-Philippe Dumoulin | 4        |
| Mark Dilley             | 3        |
| Kerry Micks             | 3        |
| Robin Buck              | 2        |
| Donald Chisholm         | 1        |
| Gary Klutt              | 1        |
| Derek Lynch             | 1        |
| Dave Whitlock           | 1        |